# Александър Зафиров
Александър Зафиров е български лекар.

## Биография
Роден е през 1870 г. в Стара Загора. Първоначално започва работа като учител. По настояване на родителите си продължава обучените си в Духовната семинария в Цариград. Скоро след това заминава за Руската империя, където постъпва във Военно-медицинската академия в Петербург. Същевременно работи в химическата лаборатория към Академията. Завършва с отличие през 1905 г. и започва работа в болница в Кавказ. След започването на Балканската война, заедно със семейството си, се установява в България. По време на Балканската, Междусъюзническата и Първата световна война има големи заслуги за недопускане на епидемии от холера и петнист тиф сред войниците. След края на Първата световна война става училищен лекар в Стара Загора, а в периода 1921 – 1923 г. е старши лекар във вътрешното отделение на болницата в Стара Загора. През 1924 – 1928 г. е околийски лекар. Умира през 1933 г. в Стара Загора.